# Koutammakou
Koutammakou, Batammaribaernes land er et traditionelt kulturlandskab på ca 500 km2 i Karaprovinsen i den nordøstlige del af det vestafrikanske land Togo, nær og delvis over grænsen til Benin.
Batammaribaerne som bor i dette område bygger og bor i traditionelle tårnhuse bygget af ler, Takienta-huse. Denne byggeskik er en levende tradition, som afspejler sociale mønstre og forholdet til landskabet og livsformen. Husene er cylinderformede, og kan være bygget i to etager. Disse huse er efterhånden blevet et symbol for landet.